# Jörg Lehmann
Pour les articles homonymes, voir Lehmann.
Jörg Lehmann, né le 17 novembre 1987, est un coureur cycliste allemand.

## Palmarès

### Palmarès sur route
- 2007
  - 3e étape du Tour de Brandebourg (contre-la-montre)
  - 2e du championnat d'Allemagne du contre-la-montre espoirs
  - 3e du Tour de Brandebourg
- 2008
  - 1re étape de la Cinturón a Mallorca (contre-la-montre)
  - 3e étape du Tour de Berlin (contre-la-montre)
  - 2e de la Cinturón a Mallorca

### Palmarès sur piste
- 2006
  - 3e du championnat d'Allemagne de poursuite par équipes
- 2007
  - 3e du championnat d'Allemagne de poursuite par équipes